# Hipposcarus longiceps
Hipposcarus longiceps är en fiskart som först beskrevs av Valenciennes, 1840.  Hipposcarus longiceps ingår i släktet Hipposcarus och familjen Scaridae. IUCN kategoriserar arten globalt som livskraftig. Inga underarter finns listade i Catalogue of Life.